# NGC 7424
NGC 7424 este o galaxie situată în constelația Cocorul. A fost descoperită în 5 septembrie 1834 de către John Herschel. Se află la o distanță de 35.000.000 al de Pământ.